# Geneta d'Angola
La geneta d'Angola (Genetta angolensis) és un mamífer carnívor del gènere Genetta que pertany a la família dels vivèrrids, i està estretament relacionada amb les civetes i els linsangs. És una de les catorze espècies de geneta.

## Descripció
La geneta d'Angola és un carnívor de la mida d'un gat, amb un cap petit, un cos llarg i prim, unes potes relativament curtes i una cua llarga. Els mascles poden ser lleugerament més grans i pesants que les femelles. Tenen uns ulls grossos, i orelles romes i triangulars de mida mitjana. Les quatre potes tenen cinc dits i estan dotades d'urpes curtes, esmolades i corbades, que són parcialment retràctils. Les plantes dels peus estan cobertes de pèl entre les coixinets digitals i plantars. Els peus de les potes posteriors estan dotats de coixinets metatarsians llargs i estrets. Les femelles tenen quatre mugrons i els mascles tenen un bàcul ben desenvolupat. Ambdós sexes tenen dues glàndules anals i perineals. Les genetes d'Angola tenen 40 dents ({\displaystyle {\tfrac {3.1.4.2}{3.1.4.2}}}), amb unes molars àmplies relativament poc especialitzades.
El pelatge de la geneta d'Angola té una coloració de fons que va del gris vermellós al gris fosc o negre, amb taques de color marró o negre disposades de forma simètrica. Al coll i l'esquena, les taques són rodones o allargades, i formen cinc fileres longitudinals a banda i banda de la cresta dorsal fosca. La dues fileres de taques de la part superior poden estar juntes, mentre que les de la part inferior sovint són imperfectes i tenen taques aïllades prop de les potes. La part inferior del cos és de color gris més pàl·lid i no té taques. La part posterior de les potes (fins al taló) és de color gris fosc o negre. Té una cresta dorsal relativament llarga (amb pèls de fins a 6 cm) i erèctil. La cua té un pelatge més gruixut que la d'altres espècies de Genetta, i una superfície inferior i vuit anells de color negre. La punta de la cua pot ser més clara, o el darrer anell negre pot fusionar-se amb una punta negre. Les genetes d'Angola tenen una cara de color gris fosc amb una taca supraorbitària lleugerament més pal·lida. La regió infraorbitària, la part davantera del llavi superior i la barbeta, són de color blanc, mentre que la part posterior del llavi superior i la superfície dorsal del nas, són de color negre. També hi ha una ratlla negre al mig del front que s'uneix a l'inici de la cresta dorsal. Els individus de pelatge molt fosc o melànics no són infreqüents.

## Ecologia
Viuen en una banda estreta del sud d'Àfrica que s'estén de l'oceà Atlàntic a l'Índic, entre els 5 i 15 graus de latitud sud.
És endèmica de les selves i sabanes humides d'Angola, la República Democràtica del Congo, Malawi, Moçambic, Tanzània, Zàmbia i Zimbàbue.
Es desconeixen els detalls del seu comportament, encara que es pressuposa que és similar al de la geneta comuna, la qual és nocturna i roman de dia amagada a forats a les roques, als arbres, o a caus subterranis. Donat que viuen als boscos, és probable que siguin animals arborícoles.
Totes les espècies del gènere Genetta són experts saltadors i escaladors, i tenen l'habilitat de baixar de cap dels arbres, un sentit de l'olfacte excel·lent, i una vista especialment ben desenvolupada per percebre el moviment en condicions de poca llum. La defecació es realitza en latrines regulars. Les glàndules anals s'utilitzen per marcar els objectes, sovint recolzant-se sobre les potes del davant. Les postures defensives inclouen erigir el pèl de la cresta dorsal, mentre arquegen l'esquena. El pèl de la cua també és erèctil, la qual sovint és arquejada per sobre el cos, fent que l'animal sembli més gran. En circumstàncies extremes xiulen, saliven, i emeten secrecions anals d'olor fètida, encara que generalment busquen refugi als arbres.
De la mateixa manera que el seu comportament, es desconeixen els detalls de la seva dieta, encara que probablement, igual que la geneta comuna, sigui un depredador que capturi una àmplia varietat de petits vertebrats e invertebrats. Podria ser que també s'alimentés de fruits i carronya.
Donat que tampoc es coneixen detalls del seu procés reproductiu, els experts pressuposen que és similar al de la geneta comuna, la qual té 1 o 2 ventrades per any, en cadascuna de les quals les femelles donen a llum entre 1 i 4 cries, que neixen cegues i indefenses en un cau o cavitat d'un arbre, després d'un període de gestació d'entre 70 i 77 dies.

## Estat de conservació
La classificació de les genetes (gènere Genetta), particularment la de les subespècies, és incert, per tant l'estatus dels diferents grups és també incert. La geneta d'Angola podria ser relativament comuna dins de la seva àrea de distribució, encara que els hàbitats que se sap que són importants per aquesta espècie, s'estan reduint a causa de les pràctiques humanes d'ús del sòl que inclouen la tala, l'agricultura i el pasturatge de bestiar a la natura.